# Abdelfatah El-Sisi
Abdelfatah Said Husein Jalil el Sisi (en árabe: عبد الفتاح سعيد حسين خليل السيسي‎ Abdu l-Fattāḥ Sa'īd Ḥusayn Khalīl as-Sīsī; El Cairo,  19 de noviembre de 1954), más conocido simplemente como Abdulfatah al Sisi o Abdelfatah el Sisi, es un político y exmilitar egipcio, actual presidente de Egipto desde 2014. Antes de retirarse como general del ejército egipcio en 2014, Sisi se desempeñó como vice primer ministro de Egipto de 2013 a 2014, como ministro de Defensa de 2012 a 2013 y como director de inteligencia militar de 2010 a 2012.
Después de unirse al ejército egipcio, ocupó un puesto como agregado militar en Arabia Saudita antes de inscribirse en la Escuela Comando del Estado Mayor del Ejército Egipcio. Recibió entrenamiento en el Joint Services Command and Staff College del Reino Unido graduándose en 1992. Continuó su formación en el Colegio de Guerra de los Estados Unidos en Carlisse (Pensilvania) graduándose en 2006. El-Sisi se desempeñó como comandante de la Infantería mecanizada y como director de inteligencia militar. Tras la revolución egipcia de 2011 y la elección de Mohamed Morsi como presidente de Egipto, El-Sisi fue nombrado ministro de Defensa el 12 de agosto de 2012.
Como ministro de Defensa y comandante en jefe de las Fuerzas Armadas de Egipto, El-Sisi lideró el golpe de Estado que destituyó a Mohamed Morsi, en respuesta a las protestas egipcias de junio de 2013. Morsi fue reemplazado por un presidente interino, Adli Mansour, quien nombró un nuevo gabinete. Siguieron manifestaciones, sentadas y enfrentamientos violentos entre partidarios de Morsi y las fuerzas de seguridad, que culminaron en la masacre de Rabaa, en la que murieron al menos varios cientos de civiles. El 8 de junio de 2014 se convirtió en presidente constitucional de Egipto, siendo reelegido en 2018 y posteriormente en 2023. Ocupó el cargo de presidente de la Unión Africana entre 2019 y 2020.
El-Sisi gobierna un régimen autoritario en Egipto y algunos elementos de su gobierno han sido descritos como incluso más estrictos que los del dictador Hosni Mubarak. En las elecciones presidenciales de 2018, El-Sisi se enfrentó solo a una oposición nominal (un partidario progubernamental, Moussa Mostafa Moussa) después del arresto militar de Sami Anan, amenazas hechas a Ahmed Shafik con viejos cargos de corrupción y un presunto video sexual, y la retirada de Khaled Ali y Mohamed Anwar El-Sadat debido a los abrumadores obstáculos presentados y a las violaciones cometidas por el comité electoral.

## Biografía
Sisi nació en El Cairo antiguo el 19 de noviembre de 1954 de Said Hussein Khalil al-Sisi y Soad Ibrahim Mohamed, ambos de la Gobernación de Monufia. Creció en Gamaleya, cerca de la mezquita de al-Azhar, en un barrio en el que musulmanes judíos y cristianos y en el que más tarde recordó cómo, durante su infancia, había oído campanas de iglesias y visto a judíos acudir a la sinagoga sin obstáculos.
Más tarde se inscribió en la Academia Militar de Heliópolis con el grado de teniente de la infantería mecanizada, especializándose en tácticas de guerra antitanque. Más tarde se formó, entre otros, en el Army War College de Carlisle en Estados Unidos, el Staff College de Camberley en Reino Unido y el Colegio de Mando y Estado Mayor de El Cairo, donde se licenció en Ciencias Militares. Al graduarse ocupó varios puestos de mando en las Fuerzas Armadas egipcias y sirvió como agregado militar de Egipto en Riad. 
Cuando alcanzó el rango de general, obtuvo el mando de brigadas de infantería mecanizada y, más tarde, de la II División de Infantería Mecanizada, unidad de la que fue jefe de Estado Mayor y comandante. En 2008, fue nombrado comandante de la Región Militar Norte, con acuartelamiento en Alejandría. Después pasó a formar parte del Consejo Supremo de las Fuerzas Armadas, siendo nombrado director de la Oficina de Inteligencia y Reconocimiento. Mientras era miembro del Consejo Supremo, hizo declaraciones polémicas sobre las acusaciones de que soldados egipcios habían sometido a manifestantes detenidas a pruebas de virginidad forzadas. Al parecer, declaró al periódico estatal egipcio que «el procedimiento de prueba de virginidad se realizó para proteger a las chicas de violaciones, así como para proteger a los soldados y oficiales de acusaciones de violación». Fue el primer miembro del Consejo Supremo de las Fuerzas Armadas en admitir que se habían llevado a cabo las pruebas invasivas.
Sisi fue el miembro más joven del Consejo Supremo de las Fuerzas Armadas (SCAF) durante la Revolución egipcia de 2011, sirviendo como director del departamento de inteligencia militar y reconocimiento. Más tarde fue elegido para reemplazar a Mohamed Hussein Tantawi y servir como comandante en jefe y ministro de Defensa y Producción Militar el 12 de agosto de 2012.
El 12 de agosto de 2012, el presidente egipcio Mohamed Morsi tomó la decisión de sustituir al mariscal de campo de la era Mubarak Mohamed Hussein Tantawi, jefe de las Fuerzas Armadas egipcias, por el entonces poco conocido el-Sisi. También lo ascendió al rango de coronel general. Sisi fue descrito entonces por el sitio web oficial del partido gobernante Hermanos Musulmanes como un «ministro de Defensa con gusto revolucionario». El-Sisi también asumió el cargo de Ministro de Defensa y Producción Militar en el Gabinete Qandil.
Tras la revolución egipcia de 2011, El-Sisi fue ascendido a comandante en jefe del Ejército y presidente del Consejo Supremo de las Fuerzas Armadas en sustitución de Mohamed Hussein Tantawi. Asimismo, desempeñó el cargo de ministro de Defensa y de Producción Militar en el gobierno de Mohamed Morsi.

## Golpe de Estado de 2013
Durante la presidencia de Mohamed Morsi, de los Hermanos Musulmanes, y tras una serie de protestas en Egipto en julio de 2013, El Sisi dio al gobierno un ultimátum de 48 horas para pactar con las "demandas del pueblo" o ser depuesto.

"Si las demandas de la gente no se realizan en el periodo definido, entonces corresponderá [a las Fuerzas Armadas] anunciar una hoja de ruta para el futuro"
Abdelfatah al Sisi

Ante la negativa de Morsi de abandonar el poder, el miércoles 3 de julio, el día que el ultimátum expiraba, Al Sisi se reunió con varias fuerzas políticas del país para trazar una hoja de ruta. En la reunión, a la cual la Hermandad musulmana se negó a acudir, estuvieron presentes destacadas figuras de la oposición como Mohamed el-Baradei, el papa copto Teodoro II, el jeque de la Mezquita de Al-Azhar (Ahmed el-Tayeb) y el organizador del movimiento Tamarod, Mahmoud Badr.
En torno a las 5:00 p. m. (hora local) el ultimátum del ejército llegó a su fin y, mientras que millones de manifestantes anti-Morsi se congregaban en la plaza Tahrir, los miembros del Ejército tomaron numerosas infraestructuras de El Cairo (la sede de la televisión, puentes, calles...). La residencia presidencial fue rodeada y Morsi fue detenido.
Tras el golpe de Estado, El Sisi dio un discurso televisado junto con El-Baradei, El-Tayeb, Teodoro II, Badr, etc. En él se anunciaron:
- El derrocamiento oficial de Mohamed Morsi y su gobierno.
- La suspensión de la Constitución y la convocación de elecciones.
- El nombramiento del jefe de la Corte Constitucional, Adli Mansour, como presidente provisional de Egipto.

Tras el golpe de Estado, el 16 de julio de 2013 El Sisi asumió el nuevo cargo de vice primer ministro de Egipto, siendo Hazem el Beblaui el primer ministro. Siguió desempeñando las mismas funciones en el Ejército y en el Ministerio de Defensa, pero la cartera de Producción Militar pasó a Reda Hafez.
El 25 de julio, El-Sisi dio de nuevo un ultimátum, en esta ocasión dirigido a los manifestantes contrarios al golpe de Estado, en el que pidió a estos que se unieran a las «filas de la patria» o de lo contrario el Ejército «cambiaría su estrategia en el trato de la violencia» que supuestamente generaban los manifestantes. Finalmente, el 14 de agosto, el Ejército disolvió por la fuerza las acampadas masivas que habían instalado los partidarios de Morsi en las plazas cairotas de Nahda y Raba el Adawiya. Asegurando que algunos de los manifestantes estaban armados, la policía usó gases lacrimógenos y supuestamente balas reales para dispersarles, lo que derivó en enfrentamientos que causaron un elevado número de fallecidos: 595 civiles, 43 policías y dos periodistas extranjeros, según el Ministerio de Sanidad.

### Opinión pública
Para los partidarios de los Hermanos Musulmanes, El Sisi es responsable de violaciones contra los derechos humanos y de intentar transformar el país en un nuevo régimen autocrático. Ante la prohibición de las manifestaciones, activistas iniciarion campañas en Internet, creando el hashtag en Twitter Vote for the pimp ("voten por el proxeneta") que fue difundido entre millones de musulmanes a través del mundo o el signo de Rabaa.
Sin embargo, para una parte de la población egipcia, El Sisi se había convertido en un héroe nacional y el salvador de la patria, siendo venerado con imágenes por las calles, camisetas, perfumes, tartas, relojes, bisutería e incluso videojuegos y canciones nacionalistas o de alabanza.
Las fuerzas políticas que apoyan al régimen son bastante dispares, incluyendo el Partido Liberal Egipcio y el Partido Salafista Al-Nour.

## Presidencia (2014-presente)

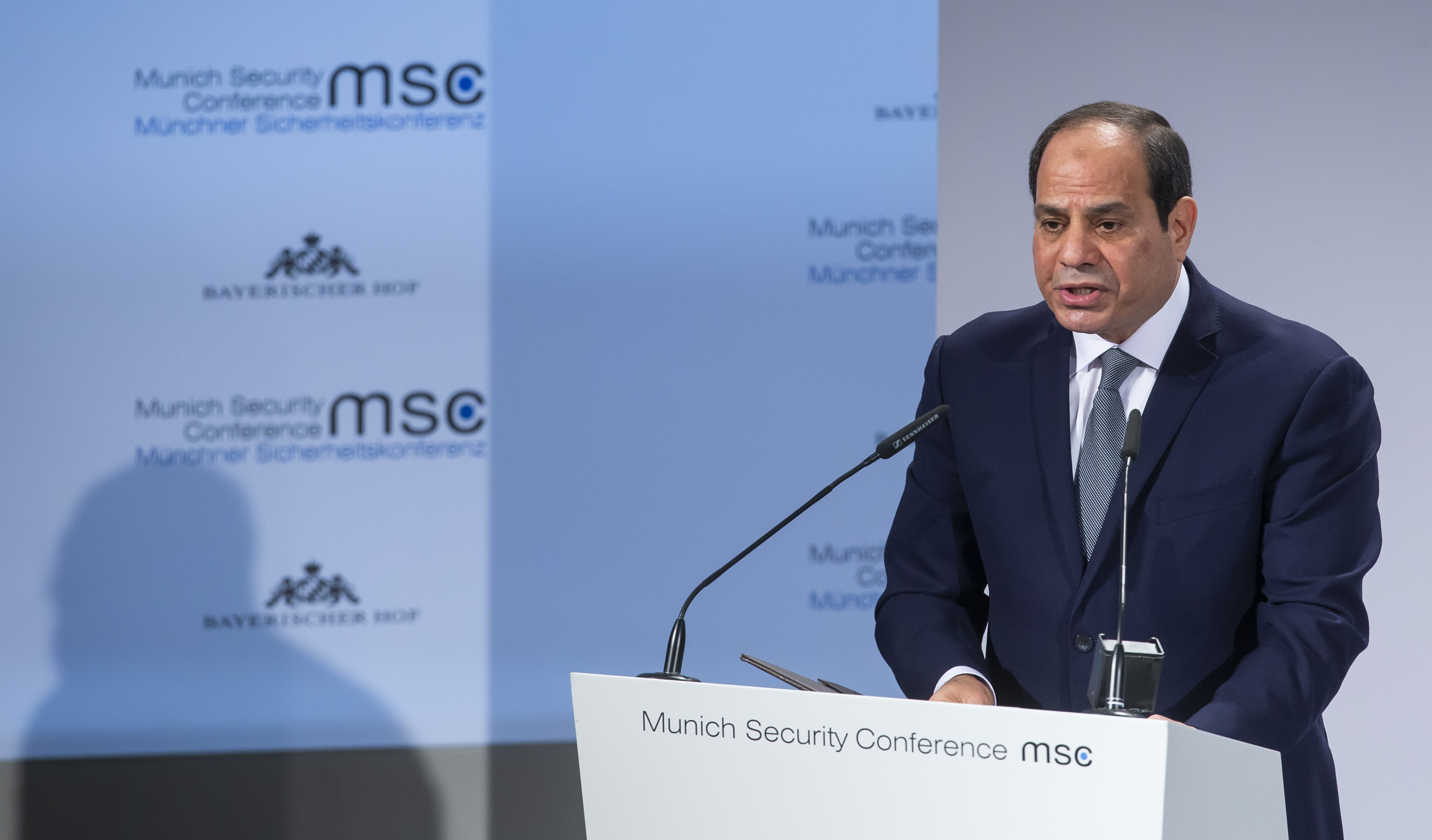
El-Sisi en 2019 en la Conferencia de Seguridad de Múnich

### Elección
Con motivo de las elecciones presidenciales de Egipto de 2014 y dado el gran apoyo popular con que contaba, El-Sisi dimitió de todos sus cargos militares y se presentó como candidato. La Comisión Electoral egipcia anunció en abril que El Sisi logró registrar 188 930 firmas válidas para su participación (siendo solamente 25 000 necesarias). Su único rival que logró superar el mínimo fue el izquierdista Hamdin Sabahi, líder del partido Corriente Popular, habiendo logrado 31 555 avales.

### Investidura
El presidente Sisi asumió el cargo el 8 de junio de 2014. El evento estuvo marcado por un día festivo improvisado en Egipto junto con festivales celebrados en todo el país. La plaza Tahrir estaba preparada para recibir a millones de egipcios que celebraban la victoria de Sisi; Policías y soldados cerraron los puntos de venta de la plaza con alambres de púas y barricadas, así como portales electrónicos para detectar cualquier explosivo que pudiera estropear las festividades. El juramento de El Sisi fue administrado por la mañana en el Tribunal Constitucional Supremo de Egipto frente al vicepresidente del Tribunal Constitucional, Maher Sami, quien describió a El Sisi como un "soldado rebelde" y un "héroe revolucionario"; el expresidente Adli Mansour; otros miembros del Tribunal Constitucional; y un grupo de los principales políticos de Egipto. Más tarde, Sisi se trasladó al Palacio de Heliópolis, donde una salva de 21 cañonazos dio la bienvenida al nuevo presidente, antes de que el expresidente recibiera a Sisi cerca de la escalera del palacio. A continuación, Al Sisi presidió una recepción para los presidentes extranjeros, emires, reyes y delegaciones oficiales que habían sido invitados. No se invitó a ningún representante de Turquía, Túnez o Catar, al parecer debido a las posturas críticas de sus gobiernos con respecto a los recientes acontecimientos en Egipto.

### Política interior

Cartelera publicitaria en Egipto

Según la organización estadounidense Freedom House, el presidente Abdelfatah El-Sisi ha gobernado Egipto de una manera cada vez más autoritaria. Freedom House afirma que la oposición política significativa es prácticamente inexistente en el país, y que las fuerzas de seguridad cometen abusos contra los derechos humanos con impunidad.
El-Sisi ha expresado su preocupación personal por el problema de las agresiones sexuales en el país. Fue fotografiado durante una visita al hospital de una mujer que recibía tratamiento después de una agresión durante las celebraciones en la plaza Tahrir de El Cairo, ordenando al ejército, la policía y los medios de comunicación que contrarrestaran el problema.
El-Sisi ha hecho un llamamiento a la reforma y modernización del Islam; con ese fin, ha tomado medidas dentro de Egipto, como la regulación de los sermones en las mezquitas y el cambio de los libros de texto escolares (incluida la eliminación de algunos contenidos sobre Saladino y Uqba ibn Nafi que incitan o glorifican el odio y la violencia). También ha pedido el fin del divorcio verbal islámico; sin embargo, esto fue rechazado por un consejo de eruditos de la Universidad de Al-Azhar.
El-Sisi también se convirtió en el primer presidente egipcio en la historia del país en asistir a la misa de Navidad y pronunció un discurso en el servicio de Navidad copto ortodoxo en El Cairo en enero de 2015 en el que hizo un llamamiento a la unidad y deseó a los cristianos una feliz Navidad.

### Política económica

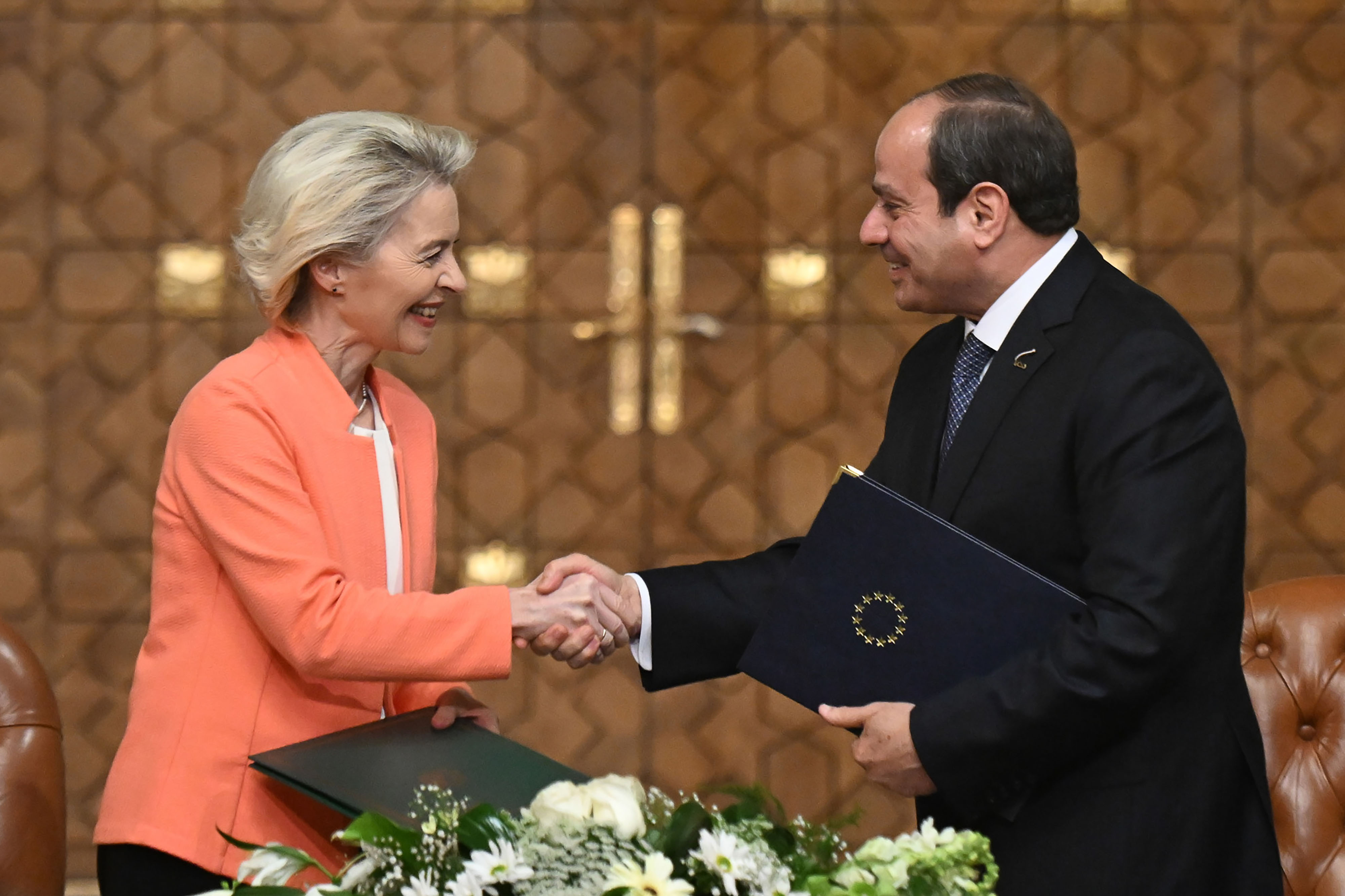
El-Sisi y Ursula von der Leyen, El Cairo, 2024

El régimen del mariscal Abdelfatah El-Sisi se orienta hacia una política de austeridad que consiste, en particular, en reducir las subvenciones a la energía y a la electricidad, imponer el IVA y aumentar el precio de los billetes de metro de El Cairo. Esta forma de fiscalidad regresiva supone una carga más pesada para las clases trabajadoras y medias que antes; por el contrario, se ha reducido el impuesto sobre la renta de las empresas. En noviembre de 2018 se adoptó un nuevo plan de austeridad que dio lugar, en particular, a la congelación de los salarios de los funcionarios públicos. El número de beneficiarios de las subvenciones alimentarias ha disminuido en 3 millones como resultado de estas reformas.
La deuda alcanzó un nivel récord en junio de 2018 (92,64 mil millones de dólares), lo que representa un aumento del 17 % en un solo año. La deuda es, en particular, consecuencia de la carga del presupuesto militar (las importaciones de armas aumentaron un 215 % en 2013-2017 en comparación con 2008-2012) y los pagos de intereses, que alcanzaron el 31% del presupuesto anual para 2016-2017, y el 38 % en 2018. Por otra parte, la inversión en educación, salud e infraestructura es insuficiente. Alrededor del 60 % de la población egipcia vive en la pobreza o en la precariedad, según un informe publicado por el Banco Mundial en abril de 2019. Las condiciones generales de vida tienden a deteriorarse. La pobreza ha aumentado en más de un 11 % en las ciudades más grandes del país (El Cairo, Alejandría, Puerto Said, Suez). La mitad más pobre de la población sólo se beneficia del 17 al 18 % del PIB.

### Oposición política

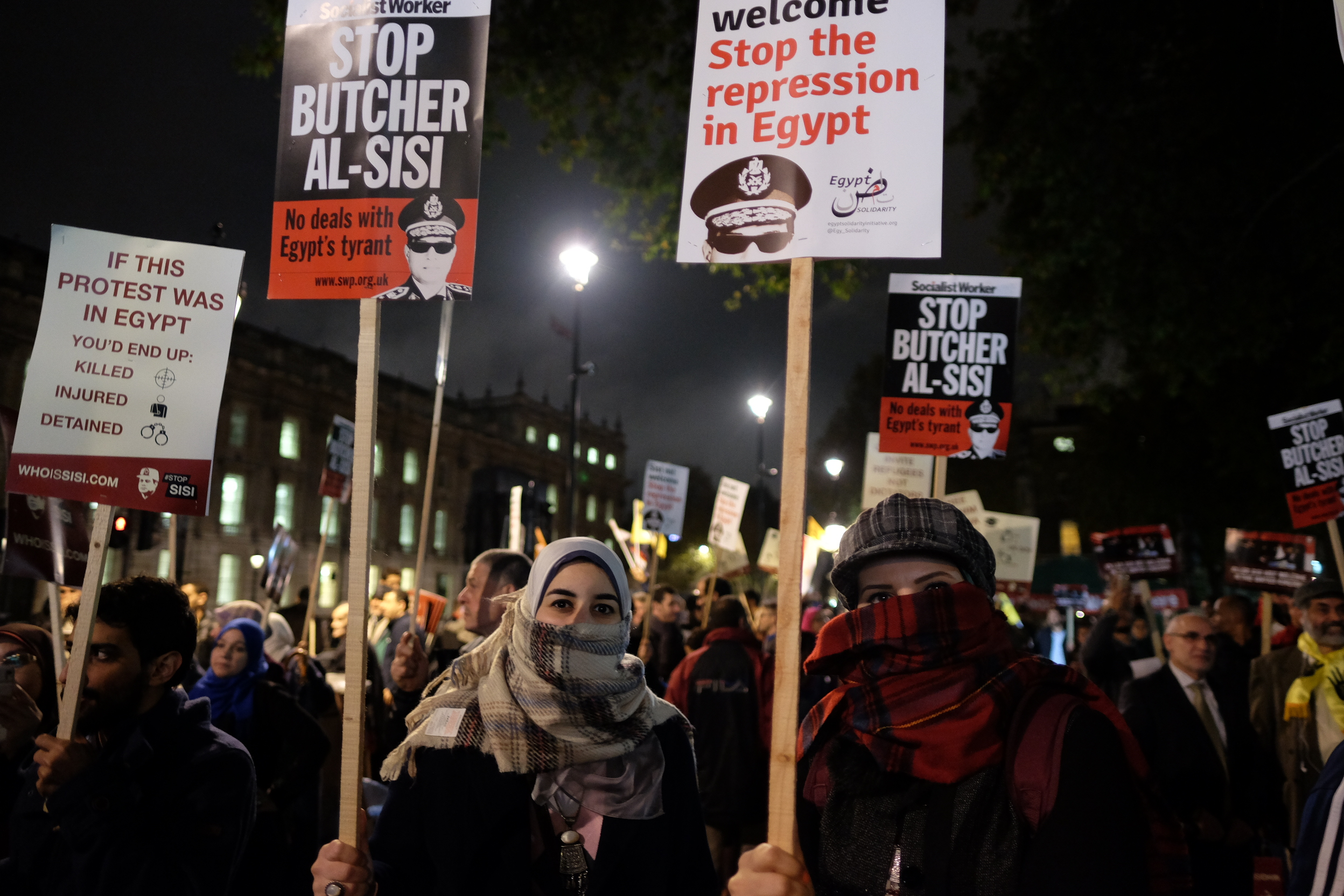
Protesta contra El-Sisi

En septiembre de 2019, el constructor Mohamed Ali, exiliado en España, publicó vídeos en Internet en los que criticaba directamente a El-Sisi, alegando corrupción e ineficacia. Los videos de Ali provocaron protestas en 2019, a las que el-Sisi respondió en varios discursos. En octubre de 2019, manifestaciones desafiaron el régimen de al-Sisi; 4000 personas fueron arrestadas.
En noviembre de 2019, el miembro de la Cámara de Representantes Ahmed Tantawi presentó una propuesta parlamentaria formal y un vídeo de YouTube en línea para que el-Sisi terminara su mandato en 2022 en lugar de 2024, y para que se llevaran a cabo consultas sobre las reformas institucionales, para permitir que el cambio se produjera por métodos políticos.

### Elecciones presidenciales de 2018
Para las elecciones de 2018, El Sisi anunció formalmente su postulación para un segundo y último mandato, el cual obtuvo con un 97 % de los votos. Su único rival, el líder del Partido al-Ghad, Moussa Mostafa Moussa, obtuvo apenas un 2,92 %.
El 10 de febrero de 2019 asumió como nuevo presidente de la Unión Africana, sucediendo a Paul Kagame. Desempeñó el cargo hasta el 10 de febrero de 2020, cuando fue sucedido por Cyril Ramaphosa.

### Política exterior

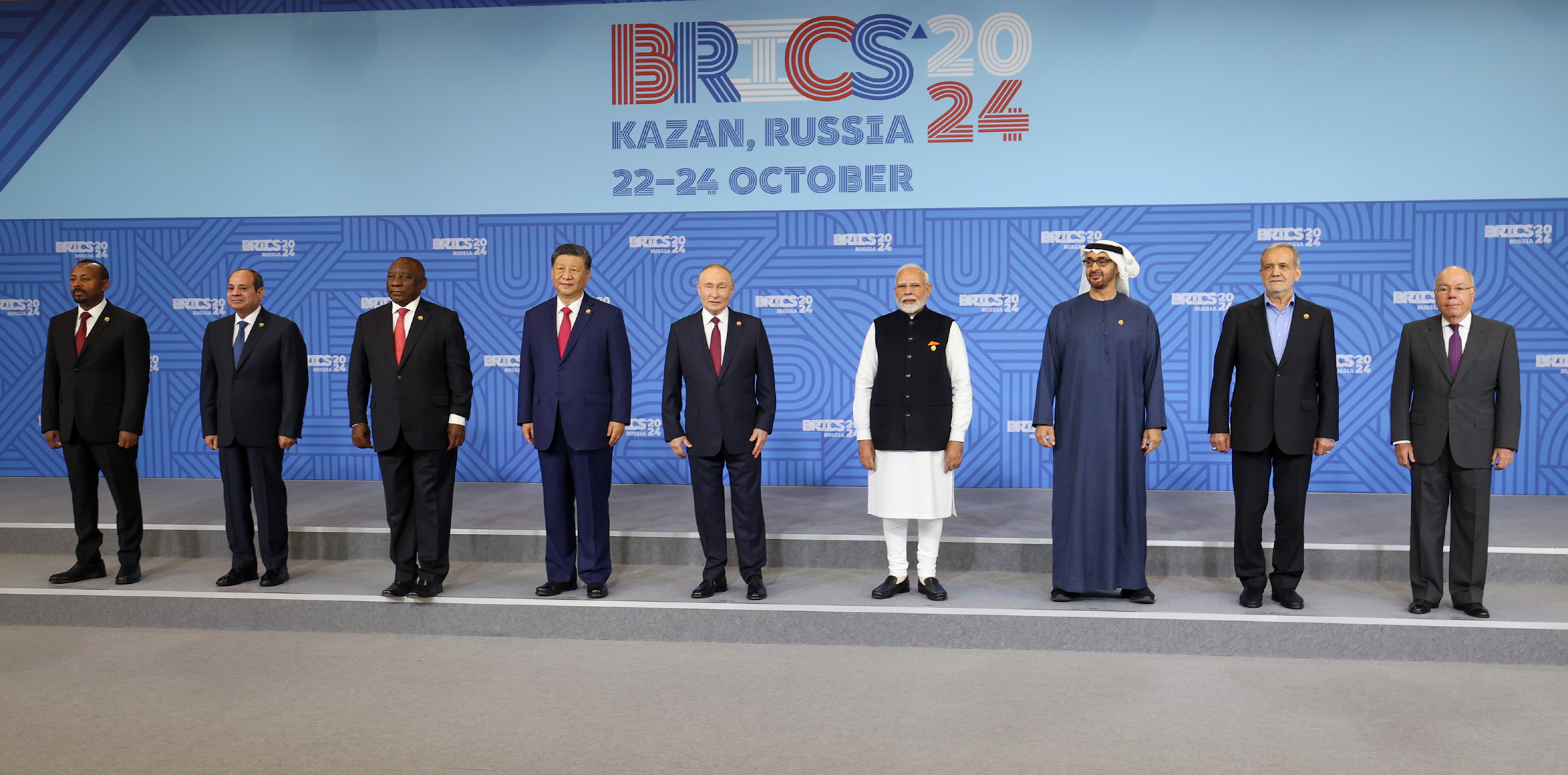
El-Sisi en la decimosexta reunión de los BRICS, en Rusia, 2024

#### África
En su primera visita al extranjero desde que asumió el cargo, El-Sisi realizó una gira por Argelia, otro país del norte de África, en busca de apoyo para contrarrestar las insurgencias islamistas en el norte de África. Poco antes de que El-Sisi llegara a Malabo, Guinea Ecuatorial, para participar en la 23ª sesión ordinaria de la cumbre de la Unión Africana, donde pronunció un discurso en el que culpó a la UA de haber congelado la membresía de Egipto un año antes. El-Sisi también anunció la creación de una agencia egipcia de asociación para el desarrollo de África.
La disputa entre Egipto y Etiopía sobre la Gran Presa del Renacimiento Etíope se intensificó en 2021. El-Sisi advirtió: "Les digo a nuestros hermanos en Etiopía, no lleguemos al punto en el que toquen una gota de agua de Egipto, porque todas las opciones están abiertas".